# Алі Ельмусраті
Ельмоатасембеллах Алі Мохамед Ельмусраті (араб. المعتصم بالله علي محمد المصراتي, нар. 6 квітня 1996, Місурата) — лівійський футболіст, півзахисник турецького клубу «Бешикташ» і національної збірної Лівії.

## Клубна кар'єра
Народився 6 квітня 1996 року в місті Місурата. Вихованець футбольної школи клубу «Аль-Іттіхад» (Триполі). Дорослу футбольну кар'єру розпочав 2013 року в основній команді того ж клубу, в якій провів чотири сезони.
Молодого лівійця помітили скаути португальської «Віторії» (Гімарайнш), з якою він у січні 2017 року уклав контракт на три з половиною роки. Спочатку грав за другу команду нового клубу, першу гру за «основу» провів лише у серпні 2019 року.
Першу половину 2020 року провів в оренді у клубі «Ріу-Аве».
31 липня 2020 року уклав чотирічний контракт з «Брагою», до якої його запросив головний тренер команди Карлуш Карвальял, знайомий з можливостями лівійця по роботі в «Ріу-Аве».

## Виступи за збірну
2014 року дебютував в офіційних матчах у складі національної збірної Лівії. Дебют припав на груповий етап Чемпіонату африканських націй 2014, турніру, участь в якому беруть лише гравці, що представляють клуби зі своєї країни. По ходу турніру став гравцем основного складу команди, зокрема повністю відігравши фінальну гру турніру, за результатами якої лівійці стали його переможцями.
У вересні 2015 року забив свій перший м'яч за національну команду, відзначившись у ворота збірної Кабо-Верде у грі відбору на Кубок африканських націй 2017, утім не зумівши допомогти команді уникнути поразки з рахунком 1:2.

## Титули і досягнення
- Володар Кубка Португалії (1):

«Брага»: 2020-21
- Володар Кубка португальської ліги (1):

«Брага»: 2023-24
- Володар Кубка Туреччини (1):

«Бешикташ»: 2023-24
- Володар Суперкубка Туреччини (1):

«Бешикташ»: 2024
- Переможець Чемпіонату африканських націй (1):

Лівія: 2014
| Дата       | Місто         | Господарі           | Результат        | Гості               | Турнір                                  | Голи | Примітки |
| ---------- | ------------- | ------------------- | ---------------- | ------------------- | --------------------------------------- | ---- | -------- |
| 13-01-2014 | Блумфонтейн   | Лівія               | 2 – 0            | Ефіопія             | ЧАН 2014 - Група                        | -    | 56'      |
| 17-01-2014 | Блумфонтейн   | Гана                | 1 – 1            | Лівія               | ЧАН 2014 - Група                        | -    | 87'      |
| 26-01-2014 | Полокване     | Габон               | 1 – 1 (2-4 п.п.) | Лівія               | ЧАН 2014 - чвертьфінал                  | -    |          |
| 29-01-2014 | Блумфонтейн   | Зімбабве            | 0 – 0 (4-5 п.п.) | Лівія               | ЧАН 2014 - півфінал                     | -    | 60'      |
| 1-02-2014  | Кейптаун      | Лівія               | 0 – 0 (4-3 п.п.) | Гана                | ЧАН 2014 - Фінал                        | -    |          |
| 7-09-2014  | Марракеш      | Марокко             | 3 – 0            | Лівія               | товариський матч                        | -    | 46'      |
| 6-6-2015   | Сале          | Малі                | 2 – 2            | Лівія               | товариський матч                        | -    |          |
| 12-6-2015  | Агадір        | Марокко             | 1 – 0            | Лівія               | Відбір до Кубка африканських націй 2017 | -    | 44' 80'  |
| 18-6-2015  | Касабланка    | Туніс               | 0 – 1            | Лівія               | ЧАН 2016 - Група                        | -    |          |
| 21-6-2015  | Касабланка    | Марокко             | 3 – 0            | Лівія               | ЧАН 2016 - Група                        | -    |          |
| 28-8-2015  | Коджаелі      | Лівія               | 2 – 1            | Танзанія            | товариський матч                        | -    |          |
| 6-9-2015   | Каїр          | Лівія               | 1 – 2            | Кабо-Верде          | Відбір до Кубка африканських націй 2017 | 1    | 88'      |
| 17-11-2015 | Кігалі        | Руанда              | 1 – 3            | Лівія               | Відбір до ЧС 2018                       | -    | 62'      |
| 29-1-2016  | Асуан         | Єгипет              | 2 – 0            | Лівія               | товариський матч                        | -    | 68'      |
| 23-3-2016  | Сан-Томе      | Сан-Томе і Принсіпі | 2 – 1            | Лівія               | Відбір до Кубка африканських націй 2017 | -    | 90'      |
| 3-9-2016   | Прая          | Кабо-Верде          | 0 – 1            | Лівія               | Відбір до Кубка африканських націй 2017 | -    |          |
| 8-10-2016  | Кіншаса       | ДР Конго            | 4 – 0            | Лівія               | Відбір до ЧС 2018                       | -    | 64'      |
| 11-11-2016 | Алжир (місто) | Лівія               | 0 – 1            | Туніс               | Відбір до ЧС 2018                       | -    |          |
| 5-6-2017   | Каїр          | Єгипет              | 1 – 0            | Лівія               | товариський матч                        | -    | 71'      |
| 9-6-2017   | Каїр          | Лівія               | 5 – 0            | Сейшельські Острови | Відбір до Кубка африканських націй 2019 | -    | 50'      |
| 31-8-2017  | Конакрі       | Гвінея              | 3 – 1            | Лівія               | Відбір до ЧС 2018                       | -    | 64'      |
| 4-9-2017   | Монастір      | Лівія               | 1 – 0            | Гвінея              | Відбір до ЧС 2018                       | -    | 69'      |
| 7-10-2017  | Монастір      | Лівія               | 1 – 2            | ДР Конго            | Відбір до ЧС 2018                       | 1    | 69'      |
| 11-11-2017 | Радес         | Туніс               | 0 – 0            | Лівія               | Відбір до ЧС 2018                       | -    |          |
| 8-09-2018  | Дурбан        | ПАР                 | 0 – 0            | Лівія               | Відбір до Кубка африканських націй 2019 | -    |          |
| 13-10-2018 | Кадуна        | Нігерія             | 4 – 0            | Лівія               | Відбір до Кубка африканських націй 2019 | -    |          |
| 16-10-2018 | Сфакс         | Лівія               | 2 – 3            | Нігерія             | Відбір до Кубка африканських націй 2019 | -    |          |
| Усього     |               | Матчів              | 27               |                     | Голів                                   | 2    |          |